# Barakee-Nationalpark
Der Barakee-Nationalpark ist ein Nationalpark im Osten des australischen Bundesstaates New South Wales, 257 km nördlich von Sydney und etwa 110 km westlich von Port Macquarie.
Der Nationalpark liegt am Nordufer des Nowendoc River.